# Союз ТМ-33
«Союз ТМ-33» — российский пассажирский транспортный пилотируемый космический корабль, на котором осуществлён четырнадцатый пилотируемый полёт к международной космической станции, третий российский пилотируемый полёт к МКС и вторая российская экспедиция посещения (ЭП-2).

## Экипаж старта
- (Роскосмос) Виктор Афанасьев (4)[1] — командир корабля.
- (ЕКА) Клоди Эньере (2) — бортинженер.
- (Роскосмос) Константин Козеев (1) — бортинженер 2.

### Дублирующий экипаж
- (Роскосмос) Сергей Залётин — командир корабля.
- (Роскосмос) Надежда Кужельная — бортинженер.

## Экипаж возвращения
- (Роскосмос) Юрий Гидзенко (3) — командир корабля, пилот МКС.
- (ЕКА) Роберто Виттори (1) — бортинженер.
- (Роскосмос) Марк Шаттлворт (2) — участник космической экспедиции.

## Описание полёта
Корабль был запущен с космодрома Байконур ракетой-носителем Союз-У 21 октября 2001 года в 12:59:35 по московскому летнему времени, неся на борту экипаж из трёх человек (двух россиян и одной француженки). После двух поочерёдных манёвров дальнего сближения, 23 октября 2001 года в 14:44:15 МСК произвёл стыковку с надирным стыковочным узлом модуля «Заря» МКС.
Помимо выполнения программы посещения экипаж провёл на борту орбитальной станции ряд научных экспериментов и решил задачу планового технического обеспечение экипажа МКС-3.
Экипаж провёл на борту МКС 8 дней и вернулся на Землю 31 октября 2001 года в 7:59:26 МСК на корабле «Союз ТМ-32», который выполнял роль корабля-спасателя для экспедиций МКС-2 и МКС-3 с 30 апреля 2001 года. Новый «Союз» заменил старый для выполнения той же функции для экспедиции МКС-3. Он пробыл у МКС до мая 2002 года и вернулся на Землю 5 мая 2002 года в 07:51:53 МСК, привезя на борту экипаж из трёх человек (россиянина, итальянца и южноафриканца) экспедиции «Союз ТМ-34».